# Петрислав Војислављевић
Петрислав (лат. Petrislavus) је личност из Летописа попа Дукљанина, о коме нема помена у другим историјским изворима. Према слову Летописа, био је један од четворице синова дукљанског кнеза и српског краља Михаила I из династије Војислављевића и његове друге супруге, неименоване византијске принцезе. Исти Летопис бележи да је Михаило поставио Петрислава за намесника у области Рашке, а потом се у наставку излагања помиње ратовање Михаилових старијих синова против Византије у областима Бугарске, након чега је Петриславов брат Бодин проглашен за цара. Пошто се Бодиново проглашење за цара Бугарске, према византијским изворима, догодило током 1072. године у Призрену, за време великог словенског устанка, казивање Летописа о претходном постављању Петрислава за Михаиловог намесника у области Рашке оквирно се ставља у претходну 1071. годину. У истом Летопису помиње се да је Петрислав имао потомство, али текст изворника је на том месту био оштећен пре приређивања првих издања, тако су имена његових потомака остала непозната.

## Претпоставке
Поменути подаци о Петриславу из Летописа попа Дукљанина различито су тумачени и вредновани у историографији, првенствено у контексту хронологије ширења државе Војислављевића према областима у унутрашњости током 11. века, али без опште сагласности о историчности самог Петрислава, кога неки истраживачи сматрају стварном историјском личношћу, док други изражавају опрез, услед одсуства потврде у другим изворима. Према Џону Фајну, Михаило је своју власт према областима у унутрашњости проширио између 1060. и 1074. године, поставивши Петрислава за намесника у области Рашке. Према Тибору Живковићу, Михаилови синови су освојили Рашку током 1067. или 1068. године, након чега је за намесника у тој области постављен Петрислав. Поједини историчари су такође претпостављали да су жупани Вукан и Марко, којима је Бодин касније поверио управу у области Рашке, могли бити синови Петрислава, али то сродство се у Летопису не помиње.
Неки старији истраживачи су покушали да поистовете Петрислава са Михаиловим и Бодиновим војводом Петрилом, који је био учесник словенског устанка против византијске власти (1072).